# SAP Open
A SAP Open minden év februárjában megrendezett tenisztorna férfiak számára a kaliforniai San Joséban. 
Az ATP 250 Series tornák közé tartozik, összdíjazása 600 000 dollár. A versenyen 32-en vehetnek részt.
A mérkőzéseket fedett, kemény borítású pályákon játsszák, 1889 óta. Ez az Amerikai Egyesült Államok második legidősebbb tornája, idősebb a Roland Garrosnál és az Australian Opennél is. A helyszín 1994 óta San José, korábban San Francisco és Berkeley között váltakozott. 1969-ig női versenyt is rendeztek.

## Győztesek 1970 óta

### Egyéni
| Év   | Győztes            | Ellenfél a döntőben | Eredmény a döntőben |
| ---- | ------------------ | ------------------- | ------------------- |
| 1970 | Arthur Ashe        | Cliff Richey        | 6-4, 6-2, 6-4       |
| 1971 | Rod Laver          | Ken Rosewall        | 6-4, 6-4, 7-6       |
| 1972 | Jimmy Connors      | Roscoe Tanner       | 6-2, 7-6            |
| 1973 | Roy Emerson        | Björn Borg          | 5-7, 6-1, 6-4       |
| 1974 | Ross Case          | Arthur Ashe         | 6-3, 5-7, 6-4       |
| 1975 | Arthur Ashe        | Guillermo Vilas     | 6-0, 7-6(4)         |
| 1976 | Roscoe Tanner      | Brian Gottfried     | 4-6, 7-5, 6-1       |
| 1977 | Butch Walts        | Brian Gottfried     | 4-6, 6-3, 7-5       |
| 1978 | John McEnroe       | Dick Stockton       | 2-6, 7-6, 6-2       |
| 1979 | John McEnroe       | Peter Fleming       | 4-6, 7-5, 6-2       |
| 1980 | Gene Mayer         | Eliot Teltscher     | 6-2, 2-6, 6-1       |
| 1981 | Eliot Teltscher    | Brian Teacher       | 6-3, 7-6            |
| 1982 | John McEnroe       | Jimmy Connors       | 6-1, 6-3            |
| 1983 | Ivan Lendl         | John McEnroe        | 3-6, 7-6, 6-4       |
| 1984 | John McEnroe       | Brad Gilbert        | 6-4, 6-4            |
| 1985 | Stefan Edberg      | Johan Kriek         | 6-4, 6-2            |
| 1986 | John McEnroe       | Jimmy Connors       | 7-6, 6-3            |
| 1987 | Peter Lundgren     | Jim Pugh            | 6-1, 7-5            |
| 1988 | Michael Chang      | Johan Kriek         | 6-2, 6-3            |
| 1989 | Brad Gilbert       | Anders Jarryd       | 7-5, 6-2            |
| 1990 | Andre Agassi       | Todd Witsken        | 6-1, 6-3            |
| 1991 | Darren Cahill      | Brad Gilbert        | 6-2, 3-6, 6-4       |
| 1992 | Michael Chang      | Jim Courier         | 6-3, 6-3            |
| 1993 | Andre Agassi       | Brad Gilbert        | 6-2, 6-7(4-7), 6-2  |
| 1994 | Renzo Furlan       | Michael Chang       | 3-6, 6-3, 7-5       |
| 1995 | Andre Agassi       | Michael Chang       | 6-2, 1-6, 6-3       |
| 1996 | Pete Sampras       | Andre Agassi        | 6-2, 6-3            |
| 1997 | Pete Sampras       | Greg Rusedski       | 3-6, 5-0 feladta    |
| 1998 | Andre Agassi       | Pete Sampras        | 6-2, 6-4            |
| 1999 | Mark Philippoussis | Cecil Mamiit        | 6-3, 6-2            |
| 2000 | Mark Philippoussis | Mikael Tillstrom    | 7-5, 4-6, 6-3       |
| 2001 | Greg Rusedski      | Andre Agassi        | 6-3, 6-4            |
| 2002 | Lleyton Hewitt     | Andre Agassi        | 4-6, 7-6(6), 7-6(4) |
| 2003 | Andre Agassi       | Davide Sanguinetti  | 6-3, 6-1            |
| 2004 | Andy Roddick       | Mardy Fish          | 7-6(13), 6-4        |
| 2005 | Andy Roddick       | Cyril Saulnier      | 6-0, 6-4            |
| 2006 | Andy Murray        | Lleyton Hewitt      | 2-6, 6-1, 7-6       |
| 2007 | Andy Murray        | Ivo Karlović        | 6-7(3), 6-4, 7-6(2) |
| 2008 | Andy Roddick       | Radek Štěpánek      | 6-4, 7-5            |
| 2009 | Radek Štěpánek     | Mardy Fish          | 3-6, 6-4, 6-2       |
| 2010 | Fernando Verdasco  | Andy Roddick        | 3-6, 6-4, 6-4       |
| 2011 | Miloš Raonić       | Fernando Verdasco   | 7-6(6), 7-6(5)      |
| 2012 | Miloš Raonić       | Denis Istomin       | 7-6(3), 6-2         |

### Páros
| Év   | Győztesek                             | Ellenfelek a döntőben                 | Eredmény a döntőben |
| ---- | ------------------------------------- | ------------------------------------- | ------------------- |
| 1970 | Bob Lutz / Stan Smith                 | Roy Barth / Tom Gorman                | 6-2, 7-5, 4-6, 6-2  |
| 1971 | Roy Emerson / Rod Laver               | Ken Rosewall / Fred Stolle            | 6-3, 6-3            |
| 1972 | Bob Hewitt / Frew McMillan            | Ove Nils Bengtson / Björn Borg        | 6-4, 6-2            |
| 1973 | Roy Emerson / Stan Smith              | Ove Nils Bengtson / Jim McManus       | 6-2, 6-1            |
| 1974 | Bob Lutz / Stan Smith                 | John Alexander / Syd Ball             | 7-5, 6-7(5), 6-4    |
| 1975 | Fred McNair / Sherwood Stewart        | Allan Stone / Kim Warwick             | 6-2, 7-6(3)         |
| 1976 | Dick Stockton / Roscoe Tanner         | Brian Gottfried / Bob Hewitt          | 6-3, 6-4            |
| 1977 | Marty Riessen / Dick Stockton         | Fred McNair / Sherwood Stewart        | 6-4, 1-6, 6-4       |
| 1978 | Peter Fleming / John McEnroe          | Bob Lutz / Stan Smith                 | 5-7, 6-4, 6-4       |
| 1979 | Peter Fleming / John McEnroe          | Wojtek Fibak / Frew McMillan          | 6-2, 6-3            |
| 1980 | Peter Fleming / John McEnroe          | Gene Mayer / Sandy Mayer              | 6-4, 6-3            |
| 1981 | Peter Fleming / John McEnroe          | Mark Edmondson / Sherwood Stewart     | 6-2, 6-2            |
| 1982 | Fritz Buehning / Brian Teacher        | Martin Davis / Chris Dunk             | 6-7(5), 6-2, 7-5    |
| 1983 | Peter Fleming / Patrick McEnroe       | Ivan Lendl / Vincent Van Patten       | 6-1, 6-2            |
| 1984 | Peter Fleming / John McEnroe          | Mike De Palmer / Sammy Giammalva Jr.  | 6-3, 6-4            |
| 1985 | Paul Annacone / Christo Van Rensburg  | Brad Gilbert / Sandy Mayer            | 3-6, 6-3, 6-4       |
| 1986 | Peter Fleming / John McEnroe          | Mike De Palmer / Gary Donnelly        | 6-4, 7-6            |
| 1987 | Jim Grabb / Patrick McEnroe           | Glenn Layendecker / Todd Witsken      | 6-2, 0-6, 6-4       |
| 1988 | John McEnroe / Mark Woodforde         | Scott Davis / Tim Wilkison            | 6-4, 7-6            |
| 1989 | Pieter Aldrich / Danie Visser         | Paul Annacone / Christo Van Rensburg  | 6-4, 6-3            |
| 1990 | Kelly Jones / Robert Van't Hof        | Glenn Layendecker / Richey Reneberg   | 2-6, 7-6, 6-3       |
| 1991 | Wally Masur / Jason Stoltenberg       | Ronnie Bathman / Rikard Bergh         | 4-6, 7-6, 6-4       |
| 1992 | Jim Grabb / Richey Reneberg           | Pieter Aldrich / Danie Visser         | 6-4, 7-5            |
| 1993 | Scott Davis / Jacco Eltingh           | Patrick McEnroe / Jonathan Stark      | 6-1, 4-6, 7-5       |
| 1994 | Rick Leach / Jared Palmer             | Byron Black / Jonathan Stark          | 4-6, 6-4, 6-4       |
| 1995 | Jim Grabb / Patrick McEnroe           | Alex O'Brien / Sandon Stolle          | 3-6, 7-5, 6-0       |
| 1996 | Trevor Kronemann / David Macpherson   | Richey Reneberg / Jonathan Stark      | 6-4, 3-6, 6-3       |
| 1997 | Brian MacPhie / Gary Muller           | Mark Knowles / Daniel Nestor          | 4-6, 7-6, 7-5       |
| 1998 | Todd Woodbridge / Mark Woodforde      | Nelson Aerts / André Sá               | 6-1, 7-5            |
| 1999 | Todd Woodbridge / Mark Woodforde      | Alekszandar Kitinov / Nenad Zimonjić  | 7-5, 6-7(3), 6-4    |
| 2000 | Jan-Michael Gambill / Scott Humphries | Lucas Arnold Ker / Eric Taino         | 6-1, 6-4            |
| 2001 | Mark Knowles / Brian MacPhie          | Jan-Michael Gambill / Jonathan Stark  | 6-3, 7-6(4)         |
| 2002 | Wayne Black / Kevin Ullyett           | John-Laffnie de Jager / Robbie Koenig | 6-3, 4-6, 10-5      |
| 2003 | Hyung-Taik Lee / Vlagyimir Volcskov   | Paul Goldstein / Robert Kendrick      | 7-5, 4-6, 6-3       |
| 2004 | James Blake / Mardy Fish              | Rick Leach / Brian MacPhie            | 6-2, 7-5            |
| 2005 | Wayne Arthurs / Paul Hanley           | Yves Allegro / Michael Kohlmann       | 7-6(4), 6-4         |
| 2006 | John McEnroe / Jonas Björkman         | Paul Goldstein / Jim Thomas           | 7-6 (2), 4-6, 10-7  |
| 2007 | Eric Butorac / Jamie Murray           | Chris Haggard / Rainer Schüttler      | 7-5, 7-6(6)         |
| 2008 | Scott Lipsky / David Martin           | Bob Bryan / Mike Bryan                | 7-6 (4), 7-5        |
| 2009 | Tommy Haas/ Radek Štěpánek            | Rohan Bopanna / Jarkko Nieminen       | 6-2, 6-3            |
| 2010 | Mardy Fish / Sam Querrey              | Benjamin Becker / Leonardo Mayer      | 7-6(3), 7-5         |
| 2011 | Scott Lipsky / Rajeev Ram             | Alejandro Falla / Xavier Malisse      | 6-4, 4-6, [10-8]    |
| 2012 | Mark Knowles / Xavier Malisse         | Kevin Anderson / Frank Moser          | 6-4, 1-6, [10-5]    |

## Külső hivatkozások
- Hivatalos oldal